# Drogosz (góra)
Drogosz (niem. Schweine Berg, Schweineberg, Schweinberg) – szczyt ok. 681 m n.p.m. w południowo-zachodniej Polsce, w Sudetach Środkowych, w Górach Stołowych, w paśmie Zaworów.
Góra położona jest w północnej części Zaworów, na wschód od masywu Rogu. Tworzy grzbiet o przebiegu równoleżnikowym, który na wschodzie łączy się z Chochołem.
Masyw zbudowany jest z górnokredowych piaskowców i mułowców.
Cały masyw porośnięty lasem świerkowym.